# Стюарт, Роберт, граф Марч
Роберт Стюарт (англ. Robert Stuart; ок. 1517 — 29 августа 1586) — шотландский прелат и аристократ, епископ Кейтнесский с 1543 года, граф Леннокс в 1578—1580 годах, граф Марч с 1580 года), один из первых протестантских епископов Шотландии.

## Биография
Роберт Стюарт был вторым сыном Джона, 3-го графа Леннокса, шотландского роялиста начала XVI века. Несмотря на то, что в 1540-х Роберт Стюарт стал епископом Кейтнесса и вошел, таким образом, в высшую иерархию католического духовенства Шотландии, он вскоре принял протестантство и стал одним из лидеров Реформации в Шотландии. Роберт Стюарт принимал участие в борьбе против профранцузского правительства Марии де Гиз, а в 1559—1560 годы выступил в поддержку протестантской революции. Будучи епископом, Роберт Стюарт, однако, не был сторонником пресвитерианского движения, боровшегося за упразднение церковной иерархии.
После смерти Чарльза Стюарта, 5-го графа Леннокса, племянника епископа Кейтнесского, он в 1578 году был возведен в титул графа Леннокса. К этому времени Роберту Стюарту исполнилось уже 62 года. Это не помешало ему жениться, что вызвало крайнее беспокойство его наследника, сына младшего брата Роберта Эсме Стюарта, проживавшего во Франции. С целью обеспечить себе наследство Эсме в 1579 году вернулся в Шотландию, где быстро завоевал симпатии короля Якова VI. Под давлением короля Роберт был вынужден в 1580 году отказаться от графства Леннокс в пользу племянника. Взамен он получил титул графа Марч. В 1586 году Роберт Стюарт скончался.